# 曾焯文

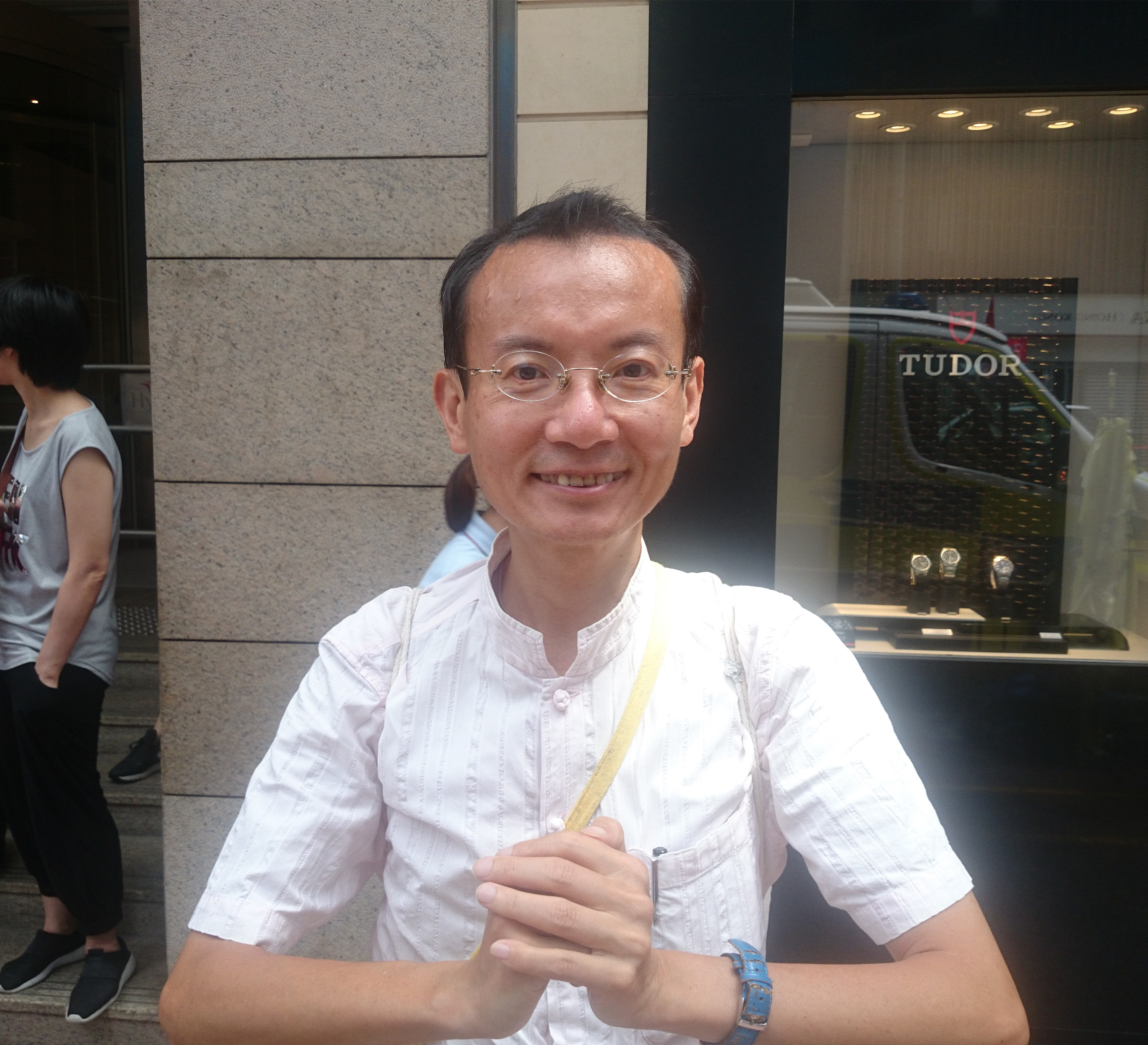
曾焯文立於希愼廣場門口。

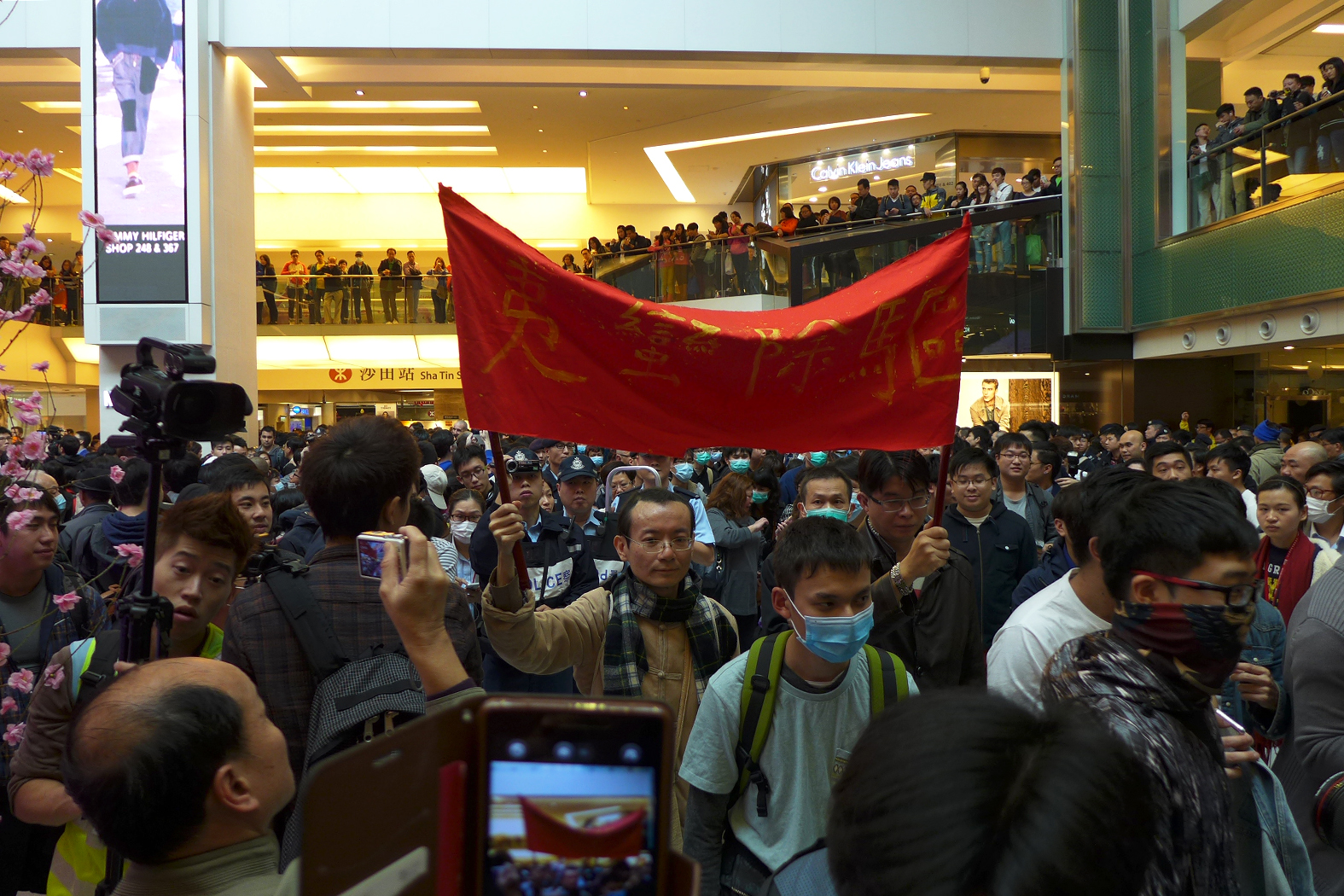
在捍衛沙田運動中，曾焯文與示威者一同高舉「驅除蠻夷」橫額

曾焯文（Chapman Chen），香港時事評論員，為前香港網絡電台MyRadio主持、網絡媒體《本土新聞》創辦人，香港城邦自治發起人之一。現已移民英國。

## 背景
早年就讀香港中文大學英文系，後來於同校取得翻譯碩士以及於香港城市大學取得文學博士，曾任教包括香港理工大學、嶺南大學、銘傳大學等大學，及在東芬蘭大學從事翻譯研究計劃五年。他亦曾擔任法庭傳譯主任9年。

## 經歷
曾焯文自2010年起常於網媒《本土新聞》撰文，講解粵字，惟準確性常遭到質疑。
曾焯文又曾與陳雲等人組織香港自治運動，陳雲更賜與「文忠公」封號予曾。但其後不和，陳雲於2016年8月26日退出《本土新聞》，並褫奪曾焯文的封號。
2016年，「文化現場有限公司」與曾焯文博士合作《粵辭正典》編訂項目，希望建立香港粵語本字雅辭最新權威字典。